# Jussi Sydänmaa
Jussi Sydänmaa (* 26. června 1972 ve Mäntsälä, Finsko) je finský kytarsita a bývalý člen finské hard rockové/heavy metalové skupiny Lordi. Ve skupině hrál pod přezdívkou Amen-Ra
Amen-Ra byl jeden ze tří zakládajících členů skupiny Lordi. Přišel do skupiny v roce 1994. Byl prvním jediným kytaristou Lordi do roku 2022.
Na kytaru se naučil hrát sám a do dnešní doby neumí číst noty. Z tohoto důvodu neskládá příliš mnoho písní.
Jeho nejoblíbenější kapela je KISS, objevil je v roce 1983 na albu Lick It Up. Za to, že byl vášnivým fanouškem KISS byl za to ve škole šikanován.
Převlek Amena-Ra ma motiv mrtvého egyptského vraha. Stejně jako u každého člena Lordi, si měnil kostým při každém novém albu. Asi nejradikálnější změna přišla mezi lety 2005-2006 a to při příležitosti vydání alba The Arockalypse.
Členové skupiny Amena-Ra označují jako vtipálka a (v dobrém smyslu slova) pošuka. I on sám se označuje jako částečný blázen a zároveň i rebel. Mezi jeho velké koníčky patří počítač. Vystudoval vysokou školu se zaměření na informační technologii. Také je spoluautorem oficiálních stránek Lordi a pomáhá vytvářet stránky i jiným skupinám nebo firmám.
Stejně jako bývalý bubeník Kita, také Amen-Ra rád chodí při turné do barů. Většinou chodili společně.
V května 2022 Amen-Ra odešel ze skupiny Lordi po 20 letech kvůli neshodám a rostoucímu napětí mezi ostatními členy kapely.